# Parc Regional de Cap Cope i Puntes de Calnegre
El Parc Regional de Cap Cope i Puntes de Calnegre és un espai protegit que es troba entre els municipis municipis de Llorca i Águilas en la Regió de Múrcia.

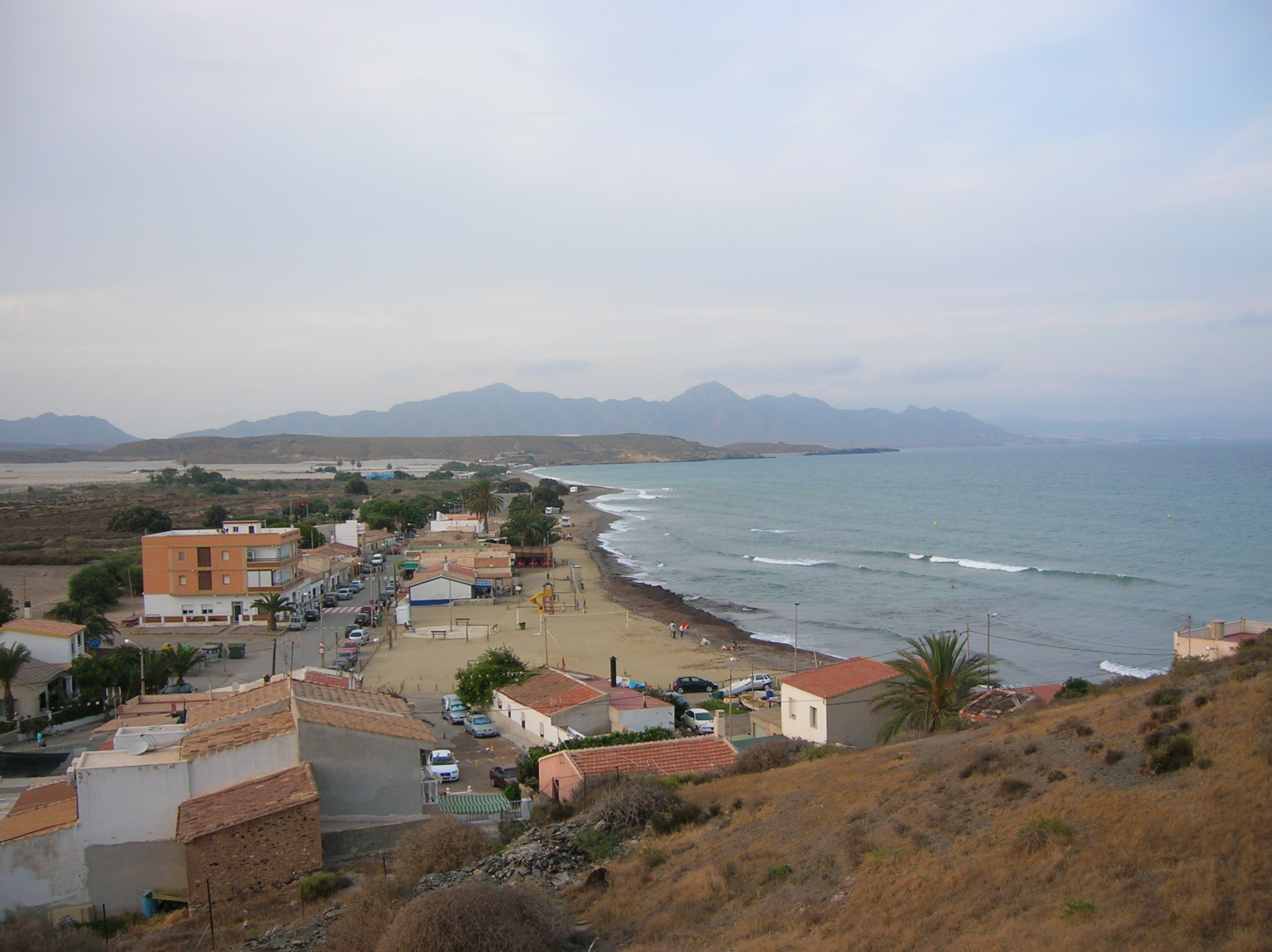
Vista de la playa de Calnegre

Va ser declarat parc regional per la legislació de la Comunitat Autònoma de Múrcia (Llei d'Ordenació i Protecció del Territori de la Regió de Múrcia de 1992).
Es troba inclòs dins de la ZEPA Serra de l'Almenara, Moreres i Cap Cope. i està declarat també com LIC (Lloc d'Importància Comunitària).
Una de les seues característiques és que una sèrie de penya-segats i cales conformen la seua costa proporcionant un paisatge singular al llarg de 17 km. La diversitat biològica que presenta és molt gran, essent considerat com lloc d'importància comunitària i de protecció d'aus, ZEPA.

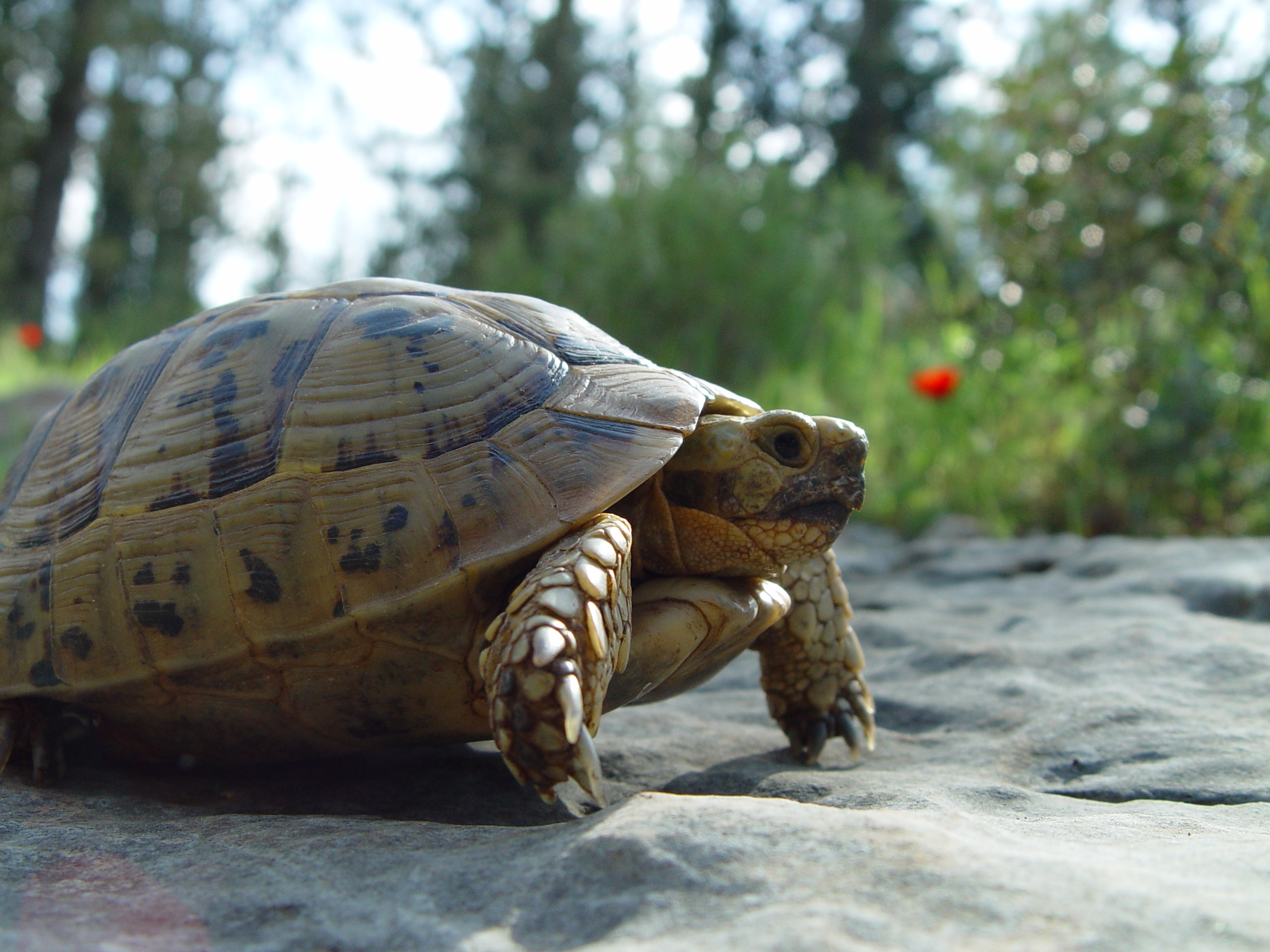
La tortuga mora

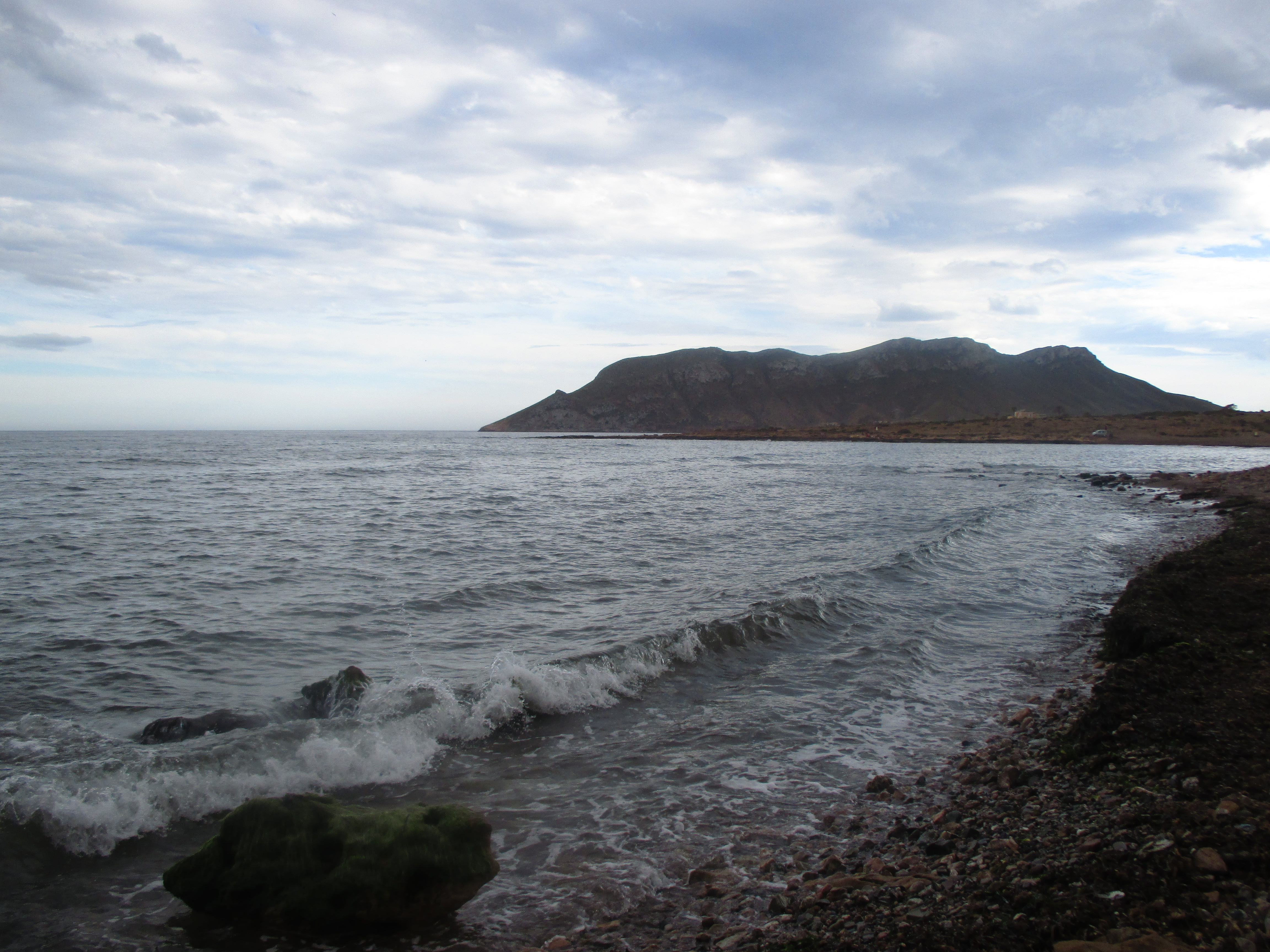
Cap Cope.

Hi ha onze habitats vegetals amb protecció prioritària. Entre la fauna destaca la Tortuga mora, però també es poden trobar exemplars de Gripau corredor o d'Eslizó ibèric. Existeixen nombrosos elements del patrimoni natural botànic. També s'han trobat vestigis de civilitzacions argàriques en el Neolític.
La requalificació de part de l'espai protegit per a permetre la urbanització d'un gran projecte urbanístic amb la construcció de diverses urbanitzacions, camps de golf i una marina interior artificial han fet que el projecte haja estat contestat àmpliament per diversos sectors socials. L'associació Ecologistes en Acció denuncia que Bona part de les seues més de 2.000 hectàrees van ser descatalogades com espai protegit amb la Llei Regional del Sòl. La superfície descatalogada i prèviament integrant del Parc Regional inclou 700 hectàrees d'Hàbitats d'Interès Comunitari. L'A.I.R. projectada en aquesta zona és totalment incompatible amb la conservació d'aquest hàbitat prioritari, a més d'afectar greument l'hàbitat de la Tortuga mora i inclou actuacions tan forassenyades i desfasades com una marina interior.